# George Ramsay
 (février 2019).
Si vous disposez d'ouvrages ou d'articles de référence ou si vous connaissez des sites web de qualité traitant du thème abordé ici, merci de compléter l'article en donnant les références utiles à sa vérifiabilité et en les liant à la section « Notes et références ».
Pour les articles homonymes, voir George Ramsay (homonymie), Ramsay et Dalhousie.
George Ramsay (23 octobre 1770, château de Dalhousie, Écosse – 21 mars 1838, château de Dalhousie), 9e comte de Dalhousie, fut lieutenant-gouverneur de Nouvelle-Écosse de 1816 à 1820 et gouverneur général de l'Amérique du Nord britannique de 1820 à 1828. Il eut un mandat marqué par son opposition aux députés francophones (appelés alors les Canadiens) du Bas-Canada.

## Biographie
George Ramsay entre dans l'armée en 1788 et sert aux Antilles, en Irlande, aux Pays-Bas, à Belle-Île-en-Mer (Bretagne), à Minorque et en Égypte où il assiège victorieusement le fort Jullien défendu par le général Friant. En 1802, après ces campagnes, il devient général de brigade. En 1812, il sert en Espagne sous Wellington et est promu lieutenant-général.
En 1815, il est créé baron Dalhousie, en référence au château de Dalhousie, dans le comté d'Édimbourg, dans la pairie du Royaume-Uni, pour lui permettre de siéger à la Chambre des lords de plein droit. Jusque-là, il siégeait en tant que pair représentant.
Avec la fin des guerres napoléoniennes, il s'oriente comme plusieurs officiers supérieurs vers l'administration coloniale et est nommé lieutenant-gouverneur de Nouvelle-Écosse en 1816. En 1818, il fonde à Halifax l'université Dalhousie.
De 1830 à 1838, il est capitaine de la Royal Company of Archers.

### Gouverneur général
La mort subite du duc de Richmond en 1819 entraîne sa nomination comme gouverneur général de l'Amérique du Nord britannique, poste qu'il occupe à compter d'avril 1820. La ville de Québec lui déplaît dès son arrivée, et il déplore l'état de délabrement de sa résidence officielle, le château Saint-Louis, qu'il considère indigne d'être une résidence vice-royale. Il se détermine à passer le plus de temps possible en excursion dans différentes parties de ses colonies, et à consacrer seulement trois jours par semaine à ses fonctions officielles, le reste étant occupé par ses occupations personnelles.
Dalhousie encourage avec dynamisme plusieurs institutions sociales, littéraires et scientifiques, comme la Société littéraire et historique de Québec (Literary and Historical Society of Quebec), dans le but d'introduire au Canada le progrès social et intellectuel observé en Grande-Bretagne et en particulier de lutter contre «la tyrannie étriquée du clergé catholique». Il encourage la construction de routes et de canaux. Il s'intéresse aussi à l'immigration, en particulier pour inciter les nombreux immigrants à se fixer dans le Haut-Canada et à la baie des Chaleurs plutôt que se diriger vers les États-Unis.
Du point de vue de la politique, Dalhousie a l'intention initiale de se tenir au-dessus de la mêlée, et de ne favoriser ni les Français ni les Anglais, à l'inverse de ses prédécesseurs qui ont favorisé, selon lui, l'un ou l'autre parti. Comme preuve de ses bonnes intentions, il nomme Louis-Joseph Papineau au Conseil exécutif. Cependant, à cause de son caractère irascible et de sa conception autoritaire du système politique en place, il se frotte souvent à l'Assemblée législative dominée par les Canadiens français et laisse tout incident se transformer en grand débat constitutionnel. De même, il reconnaît l'influence stabilisatrice que pourrait avoir l'Église catholique, mais ne peut se débarrasser de sa méfiance de presbytérien face à tout prêtre qui se mêle de politique. Ses relations avec l'archevêque catholique Joseph-Octave Plessis sont plutôt mauvaises; il s'inquiète de l'emprise du prélat sur la province.
Les relations de Dalhousie avec l'Assemblée législative se détériorent rapidement, en particulier au sujet du contrôle des finances de la province. En particulier Dalhousie est mis en position de faiblesse quand il est révélé que le receveur général John Caldwell a subtilisé d'importantes sommes d'argent du trésor provincial (on parle de 100 000 livres). À cette époque Dalhousie n'est pas heureux dans sa situation et souhaiterait rentrer en Grande-Bretagne mais considère qu'il serait déshonorant de quitter son poste prématurément. De plus il souffre d'inflammations oculaires et doit passer le plus clair de son temps dans une chambre obscure. Il est autorisé à prendre un congé en Europe en 1823 et il quitte Québec en juin 1824 sans savoir s'il reviendra.
Dalhousie a confié l'administration de ses colonies au lieutenant-gouverneur Francis Nathaniel Burton durant son absence. Celui-ci, en dépit des instructions de son supérieur, prend l'initiative de faire adopter par le parlement les crédits financiers sans insister sur les habituelles questions de principe. Dalhousie proteste immédiatement, et dès son retour en septembre 1825 renvoie à Londres son subalterne. Cependant l'action de Burton trouve des défenseurs haut placés, et Dalhousie en ressort affaibli par rapport à l'Assemblée législative.
Les luttes entre l'Assemblée et le gouverneur continuent, et en 1827 Dalhousie dissout celle-ci dans l'espoir que les élections subséquentes amènent un plus grand nombre de députés britanniques ou du moins favorables au gouverneur. Dalhousie s'implique personnellement dans la campagne, menant une véritable campagne d'intimidation contre ses opposants francophones catholiques. Le résultat est que la nouvelle chambre est encore plus radicale dans son opposition à Dalhousie. Dès que la chambre se réunit et réélit Papineau à sa tête, Dalhousie exige vainement qu'il soit remplacé et proroge la session. Ce faisant, il diminue encore ses appuis à Londres, où on considère que tant qu'il est en poste, la situation dans la colonie ne s'améliorera pas.

### En Inde
En conséquence, Dalhousie est nommé commandant en chef de l’armée de l’Inde au début de 1828. Il quitte Québec en septembre, et à son arrivée à Londres est furieux de constater qu'un rapport de la chambre des Communes blâme sévèrement son administration.
Une fois arrivé en Inde, la chaleur oppressante et sa santé défaillante lui rendent la vie difficile. Il démissionne de son poste en avril 1832 et rentre en Grande-Bretagne. L'année suivante il subit une attaque qui le cloue au lit pendant plusieurs mois. Il passe les dernières années de sa vie à Dalhousie Castle et meurt le 21 mars 1838.